# تاتيانا سيبيلييفا
تاتيانا فاليرييفنا سيبيليفا (بالروسية: Татьяна Валерьевна Сибилёва) هي متسابقة مشي طويل روسية ولدت في يوم 17 مايو 1980 في مدينة تشيليابنسك. أبرز إنجازاتها هو فوزها بالميدالية الذهبية في الألعاب الجامعية الصيفية 2003 في دايغو في سباق 20 كلم مشي.